# Oberbaldingen
Oberbaldingen, en français Baldingen-le-Haut, est une localité de la ville allemande de Bad Dürrheim dans l'Arrondissement de Forêt-Noire-Baar, située sur le plateau de la Baar.

## Géographie
Oberbaldingen est limitrophe de Donaueschingen, Biesingen, Sunthausen, Öfingen et Unterbaldingen.

## Commune
Le 1er septembre 1971 la commune d'Oberbaldingen a fusionné avec la commune de Bad Dürrheim, à la suite de l'acceptation du projet par les conseils municipaux des deux communes.
Le village d'Oberbaldingen abrite une église à l'architecture baroque.